# ФК Локомотива Загреб
Фудблски клуб Локомотива Загреб (хрв. Ногометни клуб Локомотива Загреб) је хрватски фудбалски клуб из Загреба. Локомотива је основана 1914. године под именом Жељезничарски шпортски клуб Викторија.

## Историја
Спортско друштво је основано 3. јуна 1945. године у Загребу под називом Фискултурно друштво Локомотива. Претече друштва били су НК Викторија и СК Жељезничар. До Априлског рата 1941. у Жељезничару је било окупљено око 1.000 чланова, а фудбалска, бициклистичка и стонотенисерска секција постигле су запажене спортске резултате. Више од 100 његових чланова били су борци НОВЈ од којих су тројица проглашена народним херојима — Јанко Градељ, Иван Крајачић и Отмар Крајачић, а 34 од њих изгубили су животе.
Највећи успех клуба је постигнут 1952. кад је у тадашњој Првој лиги Југославије завршио на трећем месту иза Хајдука и Црвене звезде. Клуб је 1957. испао из Прве лиге Југославије и никада се више није успео вратити.
Ранији називи клуба :
- Жељезничарски шпортски клуб „Викторија“ (1. маја 1914—1919),
- Спортски клуб „Жељезничар“ (1919. - лето 1941),
- Хрватски жељезничарски шпортски клуб „ХЖШК“ (лето 1941—1945),
- Физкултурно друштво „Локомотива“ (1945—1946),
- Физкултурно друштво „Црвена Локомотива“ (сезона 1946/47.)
- НК Локомотива Загреб 1947.

## Успеси клуба
- Првенство Хрватске
  - Вицепрвак (2) : 2012/13, 2019/20.
- Куп Хрватске
  - Финалиста (2) : 2012/13, 2019/20.